# Peperomia mala
Peperomia mala är en pepparväxtart som beskrevs av William Trelease. Peperomia mala ingår i släktet peperomior, och familjen pepparväxter. Inga underarter finns listade i Catalogue of Life.